# أسامة النجار
أسامة النجار (أبو أحمد؛ ولد في 16 يونيو 1967 في مخيم الفوار) هو أخصائي في الطب المخبري وأستاذٌ جامعيٌ وسياسيٌ فلسطيني، وهو عضوٌ في المجلس الثوري الفلسطيني التابع لحركة فتح، ويشغل حاليًا منصب وكيل مساعد في وزارة الصحة الفلسطينية ونقيب نقابة الطب المخبري الفلسطينية. كما شغل سابقًا منصب المتحدث باسم وزارة الصحة الفلسطينية، وكان مديرًا عامًا بمجلس المرور الأعلى في وزارة النقل والمواصلات الفلسطينية. اعتقلته قوات الاحتلال الإسرائيلي عدة مرات.

## النشأة والتحصيل العلمي
وُلد أسامة أحمد مُصطفى النجار في 16 يونيو 1967 في مخيم الفوار بمحافظة الخليل جنوب الضفة الغربية، لعائلةٍ فلسطينيةٍ مسلمةٍ هاجرت نتيجة حرب 1948 من بلدة الفالوجة، الواقعة إلى الشمال الشرقي من مدينة غزة، إلى منطقة الخليل، ثم استقرت في مخيم الفوار للاجئين الفلسطينيين. تلقى تعليمه في مدرسة رابطة الجامعيين بمحافظة الخليل عام 1985، ثم أكمل تعليمه في جامعة القدس عام 1993 ليحصل منها على درجة البكالوريس في الطب المخبري. حصل النجار عام 2007 من جامعة بيرزيت على درجة الماجستير في الطب المخبري، وهو مسجلٌ في برنامجٍ لنيل درجة الدكتوراه في علم الدم.

## الحياة العملية والسياسية
برز النجار ناشطًا في حركة فتح حيث اعتقلته قوات الاحتلال الإسرائيلي عدة مراتٍ، وقد انتُخب أمينًا لسر حركة فتح في مخيم الفوار لعدة أعوام، وكان رئيسًا لحركة الشبيبة الطلابية في جامعة القدس ورئيسًا لمجلس اتحاد الطلبة في الفترة 1987–1992. كلفه مروان البرغوثي بمهمة الإشراف على حركة الشبيبة الفتحاوية في كليات المجتمع ضمن منطقة وسط الضفة الغربية ضمن المكتب الحركي الطلابي المركزي من عام 1988 حتى عام 1992. كان النجار رئيسًا للجمعية العلمية الطبية. في عام 1996، انتخب النجار عضوًا في المكتب التنفيذي للاتحاد العربي للطب المخبري ممثلًا لدولة فلسطين ولا يزال، كما يعد عضوًا في المكتب التنفيذي للاتحاد العالمي للطب المخبري ممثلًا لدولة فلسطين، وعضوًا في أمانة سر المكتب الحركي المركزي للمنظمات الشعبية والاتحادات والنقابات المهنية في حركة فتح منذ عام 1996.
أسس مع آخرين نقابة الطب المخبري في فلسطين، انتخب أمينًا لصندوق النقابة في الدورة الأولى 1996–1998، وكذلك في الدورة الثانية 1998–2000. انتخب نقيبًا لنقابة الطب المخبري في الدورة الثالثة عام 2004 واستمر حتى عام 2015. كما شارك عام 2003 في تأسيس اتحاد نقابات المهن الصحية في فلسطين الذي يضم نحو 10 نقابات مهنية صحية. في 17 يناير 2015، فاز النجار بانتخابات النقابة وكان قد ترأس قائمة «الشهيد زياد أبو عين». كما فازت كتلة «القدس تجمعنا» برئاسة النجار بانتخابات النقابة في 15 فبراير 2019.
اعتمدت اللجنة المركزية لحركة فتح في 29 يناير 2006، قرار المجلس الثوري السادس لحركة فتح الصادر في 7 نوفمبر 2005، اعتبار كل من رشح نفسه للانتخابات التشريعية الفلسطينية الثانية ولم يلتزم بقرارات الحركة، اعتباره خارج صفوف الحركة وأطرها. في 7 فبراير 2007، قرر أمين سر اللجنة المركزية لحركة فتح فاروق القدومي إعادة الاعتبار التنظيمي اعتبارًا من 1 يناير 2007 لكل من فُصل من الحركة عام 2006 جراء ترشحه خارج كتلة حركة فتح البرلمانية في الانتخابات التشريعية الفلسطينية 2006.
في 15 أكتوبر 2010، عَين الرئيس الفلسطيني محمود عباس النجار مديرًا عامًا في مجلس المرور الأعلى بوزارة النقل والمواصلات. في 4 أكتوبر 2012، أصدر الرئيس الفلسطيني قرارًا بنقل النجار إلى وزارة الصحة الفلسطينية. في 4 ديسمبر 2016 فاز أسامة النجار بانتخابات المجلس الثوري لحركة فتح والتي عقدت أثناء المؤتمر السابع لحركة فتح، وبالتالي أصبح أسامة أحد أعضاء المجلس الثوري.
في 5 ديسمبر 2015، انتخب النجار ممثلًا عن دولة فلسطين بمنصب الأمانة العامة للاتحاد العربي للبيولوجيا السريرية في انتخابات الاتحاد التي عقدت في العاصمة السودانية الخرطوم. في 26 يونيو 2017، صار النجار ممثلًا لدولة فلسطين في الاتحاد الدولي للكيمياء السريرية والطب المخبري بعد أن نالت فلسطين العضوية الدائمة. في 18 أبريل 2018، عُينت دولة فلسطين رئيسًا للاتحاد العربي للبيولوجيا السريرية. في 6 سبتمبر 2020، انتخب أمينًا لسر الجمعية الاستهلاكية التعاونية للموظفين العمومين.

## روابط خارجية
- منشورات بواسطة أسامة النجار على ريسيرش غيت
- الدكتور أسامة النجار على يوتيوب عبر «بودكاست المخرجة امتياز المغربي» في 27 فبراير 2025